# 3. perioda
Třetí perioda periodické soustavy obsahuje stejně jako 2. perioda osm prvků, kterými jsou v tomto případě sodík, hořčík, hliník, křemík, fosfor, síra, chlor a argon. Sodík, hořčík a hliník jsou kovy, křemík je polokov, ostatní jsou nekovy. Všechny tyto prvky jsou za normálních podmínek pevné látky, pouze chlor a argon jsou plyny.

## Reaktivita
Sodík a hořčík (o něco pomaleji) reagují již za pokojové teploty s vodou za vzniku příslušného hydroxidu a uvolnění vodíku. Hliník je o něco méně reaktivní, na vzduchu se však pokrývá tenkou vrstvou oxidu hlinitého. Křemík je reaktivní prakticky pouze za vyšší teploty, fosfor a síra jsou hořlavé (bílý fosfor je dokonce samozápalný). Chlor je velmi reaktivní, slučuje se s většinou prvků a s vodou reaguje za vzniku kyseliny chlorovodíkové a chlorné. Argon je naproti tomu jako vzácný plyn téměř nereaktivní (inertní).

## Výskyt

### Sodík a hořčík
Sodík a hořčík se v přírodě vyskytují ve formě solí hlavně v mořské vodě, jsou také důležitou součástí živých organismů; hořčík je dokonce součástí chlorofylu, díky němuž jsou zelené rostliny (a také sinice a některé bakterie) schopny fotosyntézy. K minerálům sodíku patří například halit (NaCl) nebo nitronatrit (chilský ledek, NaNO3), k minerálům hořčíku spinel (MgAl2O4, zároveň minerál hliníku) nebo mastek.

### Ostatní prvky
Hliník se v přírodě vyskytuje nejvíce v bauxitu (ten je někdy považován za minerál, někdy za horninu), také se nachází ve výše uvedeném spinelu. Křemík je přítomen v SiO2 a v křemičitanech, fosfor ve fosforečnanech. Síra je obsažena hlavně v síranech a sulfidech a též v siřičitanech. Především ze sopečných erupcí pak pochází plyny sulfan a oxid siřičitý, kterého však také mnoho vzniká spalováním paliv obsahujících síru, což reakcí se vzdušnou vlhkostí způsobuje vznik kyselých dešťů. Chlor je obsažen hlavně v chloridech, např. NaCl tvoří nerost halit, také nazývaný sůl kamenná. Argon je (po dusíku a kyslíku) třetím nejběžnějším plynem v atmosféře Země s objemovým obsahem 0,934 %.